# Ферран Торрес
Ферран Торрес (ісп. Ferran Torres, нар. 29 лютого 2000, Фойос) — іспанський футболіст, лівий вінгер клубу «Барселона» та збірної Іспанії.

## Клубна кар'єра
Ферран Торрес народився у містечку Фойос 29 лютого 2000 року. Вже у віці 6 років він вступив до юнацької академії футбольного клубу «Валенсія». За фарм-клуб «Валенсії» — «Валенсія Месталью», Ферран вперше зіграв 15 жовтня 2016 року у матчі Сегунди Б проти команди «Мальорка Б».
Остаточно Торрес перейшов до складу «Валенсія Местальї» у сезоні 2017-18, а перший гол забив 26 серпня 2017 року у матчі проти «Паралази». 1 січня 2018 року Ферран був переведений до «Валенсії».
Торрес дебютував за «Валенсію» 30 листопада 2017 року у матчі кубка Іспанії сезону 2017-18 проти «Реал Сарагоси». 16 грудня він дебютував у Ла-Лізі у матчі проти «Ейбара», ставши першим гравцем 2000 року народження, який зіграв у вищому дивізіоні Іспанії. 23 жовтня 2018 року гравець дебютував у Лізі чемпіонів УЄФА у матчі проти «Янг Бойз». 19 січня 2019 року, через десять хвилин після виходу на заміну у переможному матчі проти «Сельти», Ферран Торрес забив перший гол у Ла-Лізі. Та не зважаючи на значні успіхи, головний тренер вирішив залишити молодого гравця на лаві запасних у переможному фіналі Кубка Іспанії сезону 2018-19 проти «Барселони». 
5 листопада 2019 року Ферран забив свій перший лігочемпіонівський гол, чим довершив розгром «Лілля» з рахунком 4-1, таким чином ставши наймолодшим голеадором «Валенсії» у Лізі Чемпіонів, а також першим іспанським гравцем 2000 року народження, що відзначився голом у найпристижнішому європейському футбольному змаганні.
23 листопада 2019 року Ферран Торрес провів свій 50-й матч у Ла-Лізі та, у віці 19 років і 324 дні, став наймолодшим гравцем валенсійців, який подолав рубіж у 50 ігор за «Валенсію» у вищому дивізіоні Іспанії, побивши відповідний рекорд Мігеля Тендільо (19 років і 351 день).
4 серпня 2020 року Ферран Торрес за €23.000.000 перейшов до «Манчестер Сіті», з яким підписав 5-річний контракт. На початку жовтня 2021 року Ферран отримав перелом правої ступні у матчі Ліги націй проти збірної Італії і лікував травму до кінця року. 

### «Барселона»
28 грудня 2021 року стало відомо про підписання Торресом п'ятирічного контракту з «Барселоною». За інформацією іспанських і британських ЗМІ вартість трансферу склала €55.000.000..
21 січня 2024 року в матчі Ла-Ліги проти «Реал Бетіса» оформив хет-трик. Також цей матч став ювілейним, 100-м, для нього в складі «Барселони» в усіх турнірах.

## Статистика

### Статистика клубних виступів
Станом на 8 листопада 2022 року
| Сезон                      | Команда                    | Чемпіонат                  | Чемпіонат | Чемпіонат | Національний кубок | Національний кубок | Національний кубок | Континентальні кубки | Континентальні кубки | Континентальні кубки | Інші змагання | Інші змагання | Інші змагання | Усього | Усього |
| Сезон                      | Команда                    | Ліга                       | Ігор      | Голів     | Ліга               | Ігор               | Голів              | Ліга                 | Ігор                 | Голів                | Ліга          | Ігор          | Голів         | Ігор   | Голів  |
| -------------------------- | -------------------------- | -------------------------- | --------- | --------- | ------------------ | ------------------ | ------------------ | -------------------- | -------------------- | -------------------- | ------------- | ------------- | ------------- | ------ | ------ |
| 2017–18                    | «Валенсія»                 | ПД                         | 13        | 0         | КІ                 | 3                  | 0                  | -                    | -                    | -                    | -             | -             | -             | 16     | 0      |
| 2018–19                    | «Валенсія»                 | ПД                         | 24        | 2         | КІ                 | 6                  | 1                  | ЛЧ+ЛЄ                | 3+4                  | 0                    | -             | -             | -             | 37     | 3      |
| 2019–20                    | «Валенсія»                 | ПД                         | 34        | 4         | КІ                 | 3                  | 0                  | ЛЧ                   | 6                    | 2                    | СІ            | 1             | 0             | 44     | 6      |
| Усього за «Валенсію»       | Усього за «Валенсію»       | Усього за «Валенсію»       | 71        | 6         |                    | 12                 | 1                  |                      | 13                   | 2                    |               | 1             | 0             | 97     | 9      |
| 2020–21                    | «Манчестер Сіті»           | ПЛ                         | 24        | 7         | КА+КЛ              | 3+3                | 1+1                | ЛЧ                   | 6                    | 4                    | -             | -             | -             | 36     | 13     |
| 2021–січ. 2022             | «Манчестер Сіті»           | ПЛ                         | 4         | 2         | КА+КЛ              | 0+1                | 1                  | ЛЧ                   | 1                    | 0                    | СА            | 1             | 0             | 7      | 3      |
| Усього за «Манчестер Сіті» | Усього за «Манчестер Сіті» | Усього за «Манчестер Сіті» | 28        | 9         |                    | 7                  | 3                  |                      | 7                    | 4                    |               | 1             | 0             | 43     | 16     |
| січ.–чер. 2022             | «Барселона»                | ПД                         | 18        | 4         | КІ                 | 1                  | 1                  | ЛЧ+ЛЄ                | 0+6                  | 0+2                  | СІ            | 1             | 0             | 26     | 7      |
| 2022–23                    | «Барселона»                | ПД                         | 13        | 2         | КІ                 | 0                  | 0                  | ЛЧ+ЛЄ                | 5+0                  | 3+0                  | СІ            | 0             | 0             | 18     | 5      |
| Усього за «Барселону»      | Усього за «Барселону»      | Усього за «Барселону»      | 31        | 6         |                    | 1                  | 1                  |                      | 11                   | 5                    |               | 1             | 0             | 44     | 12     |
| Усього за кар'єру          | Усього за кар'єру          | Усього за кар'єру          | 130       | 21        |                    | 20                 | 5                  |                      | 30                   | 13                   |               | 3             | 0             | 184    | 37     |

### Статистика виступів за збірну
| Дата       | Місто                | Господарі  | Результат               | Гості      | Турнір                                    | Голи | Примітки |
| ---------- | -------------------- | ---------- | ----------------------- | ---------- | ----------------------------------------- | ---- | -------- |
| 3-9-2020   | Штутгарт             | Німеччина  | 1 – 1                   | Іспанія    | Ліга націй УЄФА 2020—2021 - груповий етап | -    |          |
| 6-9-2020   | Мадрид               | Іспанія    | 4 – 0                   | Україна    | Ліга націй УЄФА 2020—2021 - груповий етап | 1    | 74'      |
| 10-10-2020 | Мадрид               | Іспанія    | 1 – 0                   | Швейцарія  | Ліга націй УЄФА 2020—2021 - груповий етап | -    | 88'      |
| 13-10-2020 | Київ                 | Україна    | 1 – 0                   | Іспанія    | Ліга націй УЄФА 2020—2021 - груповий етап | -    | 58'      |
| 11-11-2020 | Амстердам            | Нідерланди | 1 – 1                   | Іспанія    | товариський матч                          | -    | 61'      |
| 14-11-2020 | Базель               | Швейцарія  | 1 – 1                   | Іспанія    | Ліга націй УЄФА 2020—2021 - груповий етап | -    |          |
| 17-11-2020 | Севілья              | Іспанія    | 6 – 0                   | Німеччина  | Ліга націй УЄФА 2020—2021 - груповий етап | 3    | 73'      |
| 25-3-2021  | Гранада              | Іспанія    | 1 – 1                   | Греція     | Відбір до ЧС 2022                         | -    | 72'      |
| 28-3-2021  | Тбілісі              | Грузія     | 1 – 2                   | Іспанія    | Відбір до ЧС 2022                         | 1    |          |
| 31-3-2021  | Севілья              | Іспанія    | 3 – 1                   | Косово     | Відбір до ЧС 2022                         | 1    |          |
| 4-6-2021   | Мадрид               | Іспанія    | 0 – 0                   | Португалія | товариський матч                          | -    |          |
| 14-6-2021  | Севілья              | Іспанія    | 0 – 0                   | Швеція     | ЧЄ 2020 - груповий етап                   | -    | 74'      |
| 19-6-2021  | Севілья              | Іспанія    | 1 – 1                   | Польща     | ЧЄ 2020 - груповий етап                   | -    | 61'      |
| 23-6-2021  | Севілья              | Словаччина | 0 – 5                   | Іспанія    | ЧЄ 2020 - груповий етап                   | 1    | 66'      |
| 28-6-2021  | Копенгаген           | Хорватія   | 3 – 5 д.ч.              | Іспанія    | ЧЄ 2020 - 1/8 фіналу                      | 1    | 88'      |
| 2-7-2021   | Санкт-Петербург      | Швейцарія  | 1 – 1 д.ч. (1 – 3 п.п.) | Іспанія    | ЧЄ 2020 - чвертьфінал                     | -    | 91'      |
| 6-7-2021   | Лондон               | Італія     | 1 – 1 д.ч. (4 – 2 п.п.) | Іспанія    | ЧЄ 2020 - півфінал                        | -    | 61'      |
| 2-9-2021   | Сульна               | Швеція     | 2 – 1                   | Іспанія    | Відбір до ЧС 2022                         | -    |          |
| 5-9-2021   | Бадахос              | Іспанія    | 4 – 0                   | Грузія     | Відбір до ЧС 2022                         | 1    | 60'      |
| 8-9-2021   | Приштина             | Косово     | 0 – 2                   | Іспанія    | Відбір до ЧС 2022                         | 1    |          |
| 6-10-2021  | Мілан                | Італія     | 1 – 2                   | Іспанія    | Ліга націй УЄФА 2020—2021 - півфінал      | 2    | 49'      |
| 10-10-2021 | Мілан                | Іспанія    | 1 – 2                   | Франція    | Ліга націй УЄФА 2020—2021 - фінал         | -    | 84'      |
| 26-3-2022  | Курналя-да-Льобрегат | Іспанія    | 2 – 1                   | Албанія    | товариський матч                          | 1    |          |
| 29-3-2022  | Ла-Корунья           | Іспанія    | 5 – 0                   | Ісландія   | товариський матч                          | -    | 59'      |
| 2-6-2022   | Севілья              | Іспанія    | 1 – 1                   | Португалія | Ліга націй УЄФА 2022—2023 - груповий етап | -    | 62'      |
| 5-6-2022   | Прага                | Чехія      | 2 – 2                   | Іспанія    | Ліга націй УЄФА 2022—2023 - груповий етап | -    | 46'      |
| 9-6-2022   | Лансі                | Швейцарія  | 0 – 1                   | Іспанія    | Ліга націй УЄФА 2022—2023 - груповий етап | -    |          |
| 12-6-2022  | Малага               | Іспанія    | 2 – 0                   | Чехія      | Ліга націй УЄФА 2022—2023 - груповий етап | -    | 59'      |
| 24-9-2022  | Сарагоса             | Іспанія    | 1 – 2                   | Швейцарія  | Ліга націй УЄФА 2022—2023 - груповий етап | -    | 63'      |
| 27-9-2022  | Брага                | Португалія | 0 – 1                   | Іспанія    | Ліга націй УЄФА 2022—2023 - груповий етап | -    | 73'      |
| 17-11-2022 | Амман                | Йорданія   | 1 – 3                   | Іспанія    | товариський матч                          | -    | 58' 82'  |
| 23-11-2022 | Доха                 | Іспанія    | 7 – 0                   | Коста-Рика | ЧС 2022 - груповий етап                   | 2    | 57'      |
| Усього     |                      | Матчів     | 32                      |            | Голів                                     | 15   |          |

| Дата       | Місто                  | Господарі  | Результат | Гості              | Турнір                             | Голи | Примітки |
| ---------- | ---------------------- | ---------- | --------- | ------------------ | ---------------------------------- | ---- | -------- |
| 6-9-2019   | Астана                 | Казахстан  | 0 – 1     | Іспанія            | Кваліфікація молодіжного Євро-2021 | -    | 46'      |
| 10-9-2019  | Кастельйон-де-ла-Плана | Іспанія    | 2 – 0     | Чорногорія         | Кваліфікація молодіжного Євро-2021 | -    | 75'      |
| 10-10-2019 | Кордова                | Іспанія    | 1 – 1     | Німеччина          | Товариський матч                   | -    | 56'      |
| 15-10-2019 | Подгориця              | Чорногорія | 0 – 2     | Іспанія            | Кваліфікація молодіжного Євро-2021 | -    | 68'      |
| 14-11-2019 | Алькоркон              | Іспанія    | 3 – 0     | Північна Македонія | Кваліфікація молодіжного Євро-2021 | -    | 82'      |
| 19-11-2019 | Рамат-Ган              | Ізраїль    | 1 – 1     | Іспанія            | Кваліфікація молодіжного Євро-2021 | -    |          |
| Усього     |                        | Матчів     | 6         |                    | Голів                              | 0    |          |

## Титули і досягнення

### На рівні збірних
- Чемпіон Європи серед юнаків (U-17) (1):

Іспанія U-17: 2017
- Чемпіон Європи серед юнаків (U-19) (1):

Іспанія U-19: 2019
- Чемпіон Європи: 2024[19]

### Клубні
- Володар Кубка Іспанії (2):

«Валенсія»: 2018-19
«Барселона»: 2024-25
- Володар Кубка Ліги (1):

«Манчестер Сіті»: 2020-21
- Чемпіон Англії (1):

«Манчестер Сіті»: 2020-21
- Чемпіон Іспанії (2):

«Барселона»: 2022-23, 2024-25
- Володар Суперкубка Іспанії (2):

«Барселона»: 2022, 2024